# Sheffield

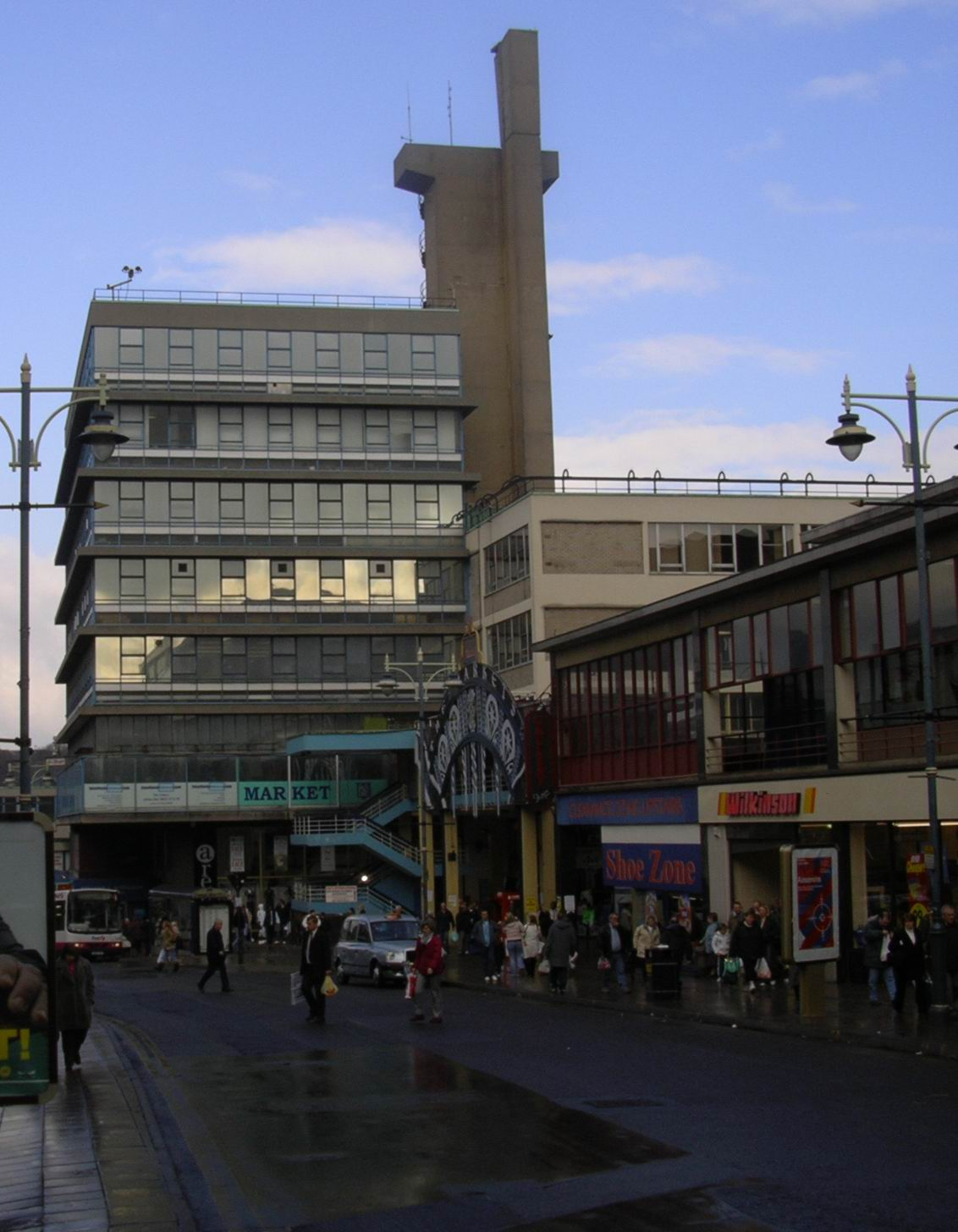
Một khu chợ tại Sheffield

Sheffield là một thành phố và đô thị trung tâm của hạt Nam Yorkshire, nước Anh. Thành phố có tên là Sheffield vì nó từng nằm trên một cánh đồng có dòng sông Sheaf chảy qua.
Sheffield từng là một trung tâm công nghiệp lớn của Anh thế kỉ 19, nổi tiếng với ngành công nghiệp sản xuất thép. Dân số thành phố ước tính có khoảng 530,300 người (2007), đây là một trong 8 thành phố lớn nhất của Anh ngoài Luân Đôn. Trong khi đó nếu tính rộng hơn, khu vực đô thị Sheffield có dân số 640,720. Vùng đô thị lớn hơn của Sheffield có dân số 1,277,100 người trong khi Vùng thành phố Sheffield có số dân hơn 1,800,000 người.